# 鹿児島県立鹿屋特別支援学校
鹿児島県立鹿屋特別支援学校（かごしまけんりつ かのやとくべつしえんがっこう）は、鹿児島県が鹿屋市大浦町に設置している知的障害者および肢体不自由者のための特別支援学校である。
1977年4月11日に鹿児島県内で3番目の養護学校として開校し、2023年4月に特別支援学校へ名称を変更した。令和2年度現在、261名の児童生徒が通学している。

## 歴史
肝属地区唯一の養護学校として、鹿児島県が2億7000万円をかけて鹿屋市大浦町に校舎を建設。1977年4月11日に小学部・中学部の開校式と入学式を行った。1979年には養護教育が義務化され、それに伴い訪問教育を開始し、1985年には高等部を設置した。

### 年表
- 1976年4月 - 新設養護学校設立準備委員会事務局を設置。
- 1976年6月 - 鹿児島県が学校用地を取得。
- 1977年1月1日 - 条例上の開校日。
- 1977年4月11日 - 鹿児島県立鹿屋養護学校として開校式と入学式を挙行。
- 1979年4月 - 訪問教育を開始。校歌を制定。
- 1982年3月 - 体育館が完成。
- 1985年4月 - 高等部を設置。
- 1990年3月 - プールが完成。
- 2004年4月 - 通学バスが3路線となる。
- 2023年4月 - 校名を鹿屋養護学校から鹿屋特別支援学校へ変更[4]。

## 通学バス
垂水線、大崎線、根占線、野方線の4路線が運行されている。
垂水線は、垂水市から鹿屋市海道町の和光学園を経由し、養護学校に至る。大崎線は大崎町から肝付町、鹿屋市寿地区を経由し、養護学校に至る。根占線は南大隅町（根占）から錦江町、鹿屋市の大姶良町・吾平町・永野田町、西原地区の大隅学舎（児童養護施設）を経由し、養護学校に至る。
かつては垂水市の城山学園、肝付町の新樹学園（知的障害者の施設としては1988年廃止）にも通学バスが経由していた。